# Mount Bates
Mount Bates (319 m n. m.) je kopec na ostrově Norfolk v jihozápadní části Tichého oceánu. 

## Charakteristika
Jedná se o nejvyšší bod ostrova i celého australského externího teritoria Norfolk.